# Cophophlebia tullia
Cophophlebia tullia là một loài bướm đêm trong họ Geometridae.